# 矢倉楓子
矢倉 楓子（やぐら ふうこ）は、日本の女優、マルチタレント、ゲーム実況者。女性アイドルグループ・NMB48の元メンバーで、2013年から2015年にかけてAKB48チームAを兼任していた。愛称はふぅちゃん。大阪府出身。

## 略歴
2011年5月、NMB48第2期生オーディション最終審査合格し、6月5日、TOKYO DOME CITY HALLにて開催された『見逃した君たちへ〜AKB48グループ全公演〜』において、NMB48第2期研究生23名の1人として初披露された。8月13日、『NMB48 2期生「PARTYが始まるよ」』の初日公演が開催され、選抜メンバー16名のうちの一人として劇場公演デビューを果たす。同年10月19日に発売されたNMB48の2ndシングル「オーマイガー!」でシングル表題曲における初選抜となった。
2012年1月26日、NMB48研究生29人の中から選ばれたチームM初期メンバー16人に入り、正規メンバーに昇格。10月9日、NMB48の2周年記念特別公演2日目において、チームMのセンターとしてお披露目された。
2013年4月28日、『AKB48グループ臨時総会 〜白黒つけようじゃないか!〜』最終日の夜公演においてAKB48チームAとの兼任が発表され、同日付をもって兼任が開始された。5月22日発売のAKB48 31stシングル「さよならクロール」の選抜メンバーに選ばれた。5月から6月にかけて実施された『AKB48 32ndシングル 選抜総選挙』では44位で、ネクストガールズに選出された。
2014年5月から6月にかけて実施された『AKB48 37thシングル 選抜総選挙』では41位で、ネクストガールズに選出された。 9月30日、パシフィコ横浜国立大ホールで行われたNMB48の全国ツアー『NMB48 Tour 2014 In Summer 世界の中心は大阪や 〜なんば自治区〜』の最終公演において、同年11月5日に発売されたNMB48の10枚目のシングル「らしくない」で白間美瑠とともに表題曲のダブルセンターを務めることが発表された。前作までセンターを務めた山本彩に代わって、白間とともに自身初のシングル表題曲でのセンターポジション獲得となった。
2015年5月29日、チームA「恋愛禁止条例」公演での「古畑奈和・矢倉楓子を送る会」をもってAKB48との兼任を終了。5月から6月にかけて実施された『AKB48 41stシングル 選抜総選挙』では40位となり、ネクストガールズに選出される。
2016年5月から6月にかけて実施された『AKB48 45thシングル 選抜総選挙』では33位となり、ネクストガールズのセンターに選出される。10月18日に神戸ワールド記念ホールで開催された『NMB48 6th Anniversary LIVE』で「大組閣」と称したチーム再編により、チームBIIへの異動が発表され、2017年1月1日に新チーム体制に移行。12月31日、第67回NHK紅白歌合戦の番組企画として行われた「AKB48 夢の紅白選抜」では41位にランクインした。
2017年4月1日、SHOWROOMにて『AKB48 49thシングル 選抜総選挙』への参加辞退を報告した。9月24日に日本ガイシホールで開催された『AKB48グループ ユニットじゃんけん大会2017』では村瀬紗英と共に「ふぅさえ」名義で出場し、準優勝となった。10月11日、大阪城ホールで開催された『NMB48 ARENA TOUR 2017』大阪公演において、2018年3月をめどにNMB48を卒業することを発表した。
2018年4月4日、オリックス劇場においてNMB48としての卒業コンサート『矢倉楓子 卒業コンサート 〜同じ空の下で〜』を開催した。同日発売のNMB48の18thシングル「欲望者」が最後の選抜曲となった。4月10日、NMB48劇場で卒業公演を行い、同日付で芸能界からも引退する事を発表。
2019年5月8日、芸能界復帰を発表、エイジアプロモーションに所属した。復帰後初のテレビ出演は、5月15日放送の日本テレビ系ドラマ『白衣の戦士!』第5話。
2020年1月8日、YouTubeチャンネル「矢倉楓子」の開設を発表した（インフルエンサープロダクション「BitStar」との業務提携によるもの）。
2021年2月、エイジアプロモーションを退社し、BitStarとの提携も解消。同月3日よりMildomにてフリーのゲーム実況者として活動を開始。
2021年2月24日、公式ファンクラブ『fuice』を開設。
2023年1月31日、Mildomでの活動を終了。同年2月1日、SHOWROOMにて活動を開始。SHOWROOMでの活動はNMB48卒業以来である。2023年5月16日よりアイドルグループプロデュースを目指す番組『矢倉楓子と安田叶のkawaii land』をアイドル専門チャンネルPigooで開始。
2024年2月24日、ニコニコチャンネル『ふぅちゃんといっしょ！』を開設。

## 人物
『あるあるYYテレビ』での番組内独自のニックネームは、バッドボーイズ・佐田正樹が芸人「おタコプー」の名前をもじって付けた「おたこフー」である。
キャッチフレーズは、「ワンダ〜（フ〜!）パワ〜（フ〜!）ハ〜ト（フ〜!）みんな、フ〜フ〜だよ。ふぅちゃんこと矢倉楓子です」。
肌が白く、大人しいため、NMBメンバーから幽霊っぽいと言われている。NMB48 紅組「思わせ光線」のミュージック・ビデオではおばけの役を演じている。
好きな食べものはアイスクリーム、チーズ、お餅、練乳。
趣味は、少女漫画を読むこと、音楽鑑賞、サッカー観戦。特技は、柔軟、メイク研究、利き○○ゲーム。
サッカーファンであり、自身のツイッターでも度々サッカー日本代表に関する投稿を行っている。またイングランドプレミアリーグに所属してるアーセナルFCの大ファンでもある

### AKB48
Google+における、AKB48グループの部活動では演劇部に所属していた。

## NMB48・AKB48在籍時の参加楽曲

### シングル選抜楽曲
NMB48
- オーマイガー!
  - 結晶 - 「白組」名義
  - 僕は待ってる
- 純情U-19
  - 右へ曲がれ! - 「紅組」名義
- ナギイチ
  - 最後のカタルシス - 「白組」名義
- 「ヴァージニティー」に収録
  - 砂浜でピストル - 「難波鉄砲隊其之壱」名義
- 北川謙二
  - インゴール
  - 恋愛被害届け - 「紅組」名義
  - 冬将軍のリグレット - 「難波鉄砲隊其之弐」名義（センター）
- 僕らのユリイカ
  - 届かなそうで届くもの
  - 野蛮なソフトクリーム - 「紅組」名義
- カモネギックス
  - 思わせ光線 - 「紅組」名義
- 高嶺の林檎
  - プロムの恋人 - 「白組」名義
- らしくない（白間美瑠とのWセンター）
  - 右にしてるリング - 「Team M」名義（センター）
- Don't look back!
  - ハート、叫ぶ。 - 「Team M」名義（白間美瑠とのWセンター）
- ドリアン少年
  - 僕だけのSecret time - 「Team M」名義（白間美瑠とのWセンター）
- 「Must be now」に収録
  - 片想いよりも思い出を…
  - Good-bye, Guitar - 「Team M」名義（白間美瑠とのWセンター）
- 甘噛み姫
  - 恋を急げ - 「Team M」名義（白間美瑠とのWセンター）
  - 道頓堀よ、泣かせてくれ!
- 僕はいない
  - 最後の五尺玉 - 「Team M」名義（白間美瑠とのWセンター）
- 僕以外の誰か
  - Let it snow ! - 「Team BII」名義（太田夢莉とのWセンター）
- ワロタピーポー
  - 自分の色 - 「2期生」名義（センター）
  - 普通の水 - 「Team BII」名義（センター）
- 欲望者
  - 匙を投げるな! - 「Team BII」名義（センター）
  - 誤解

AKB48
- 「ギンガムチェック」に収録
  - あの日の風鈴 - 「ウェイティングガールズ」名義
- 「永遠プレッシャー」に収録
  - HA! - 「NMB48」名義
- 「So long !」に収録
  - Waiting room - 「アンダーガールズ」名義
- さよならクロール
- 「恋するフォーチュンクッキー」に収録
  - 今度こそエクスタシー - 「ネクストガールズ」名義
- 「ハート・エレキ」に収録
  - 快速と動体視力 - 「アンダーガールズ」名義
  - キスまでカウントダウン - 「Team A」名義
- 「鈴懸の木の道で「君の微笑みを夢に見る」と言ってしまったら僕たちの関係はどう変わってしまうのか、僕なりに何日か考えた上でのやや気恥ずかしい結論のようなもの」に収録
  - 君と出会って僕は変わった - 「NMB48」名義
- 「前しか向かねえ」に収録
  - 昨日よりもっと好き - 「Smiling Lions」名義
- ラブラドール・レトリバー
  - 君は気まぐれ - 「Team A」名義
- 「心のプラカード」に収録
  - ひと夏の反抗期 - 「ネクストガールズ」名義
- 「希望的リフレイン」に収録
  - 従順なSlave - 「Team A」名義
  - Ambulance - 「ゆり組」名義
- 「Green Flash」に収録
  - ヤンキーロック
  - パンキッシュ - 「NMB48」名義
- 「ハロウィン・ナイト」に収録
  - 水の中の伝導率 - 「ネクストガールズ」名義
- 「君はメロディー」に収録
  - しがみついた青春 - 「NMB48」名義
- 「LOVE TRIP/しあわせを分けなさい」に収録
  - 光と影の日々
  - 進化してねえじゃん - 「ネクストガールズ」名義
- 「シュートサイン」に収録
  - 真夜中の強がり - 「NMB48」名義
- 「願いごとの持ち腐れ」に収録
  - あの頃の五百円玉

fairy w!nk
- 「天使はどこにいる?」に収録
  - あばたもえくぼもふくわうち - 「ふぅさえ」名義

### アルバム選抜楽曲
NMB48名義
- 『てっぺんとったんで!』に収録
  - てっぺんとったんで!
  - 12月31日
  - With my soul - 「team M」名義
  - なめくじハート - 「超アイドル選抜」名義
- 『世界の中心は大阪や 〜なんば自治区〜』に収録
  - イビサガール
  - “生徒手帳の写真は気に入っていない”の法則
  - 夏の催眠術 - 「Team M」名義
  - ピーク
- 『難波愛〜今、思うこと〜』に収録
  - まさかシンガポール
  - 難波愛

AKB48名義
- 『1830m』に収録
  - 青空よ 寂しくないか?
- 『次の足跡』に収録
  - ボーイハントの方法 教えます
  - 確信がもてるもの - 「Team A」名義
- 『ここがロドスだ、ここで跳べ!』に収録
  - Oh! Baby! - 「高橋Team A」名義
  - ここがロドスだ、ここで跳べ!
- 『サムネイル』に収録
  - 青くさいロック

### 未音源化曲
ぱちスロAKB48 勝利の女神
- ヘビーローテーション
- AKBフェスティバル

### 劇場公演ユニット曲
NMB48名義
2期生「PARTYが始まるよ」公演
- スカート、ひらり

チームM 1st Stage「アイドルの夜明け」公演
- 残念少女（1st UNIT）
- 片思いの対角線（2nd UNIT）

チームM 2nd Stage「RESET」公演
- 制服レジスタンス

 チームBII 4th Stage「恋愛禁止条例」公演
- ツンデレ!

AKB48名義
篠田チームA→横山チームA ウェイティング公演
- 純愛のクレッシェンド（チームA 4th Stage「ただいま恋愛中」）
- キャンディー（チームB 5th Stage「シアターの女神」）

 チームA「恋愛禁止条例」公演
- ハート型ウイルス

## 出演

### テレビドラマ
- 笑福亭仁鶴芸歴50周年記念ドラマ「だんらん」（2013年1月4日、関西テレビ） - 矢沢里美 役[39]
- マジすか学園4 第5話・6話（2015年2月17日・24日、日本テレビ） - クロバラ 役
- マジすか学園5（2015年8月25日、日本テレビ）[注 1] - クロバラ 役[41]
- マネーの天使〜あなたのお金、取り戻します!〜（2016年1月7日 - 3月24日、読売テレビ・日本テレビ） - 井上アリス 役[42]
- AKBホラーナイト アドレナリンの夜 第37話「SNS」（2016年2月18日、テレビ朝日） - 主演・友里 役[43]
- キャバすか学園（2016年10月30日 - 2017年1月15日、日本テレビ） - クロバラ 役[44]
- 白衣の戦士! 第5話（2019年5月15日、日本テレビ）[1]
- 偽装不倫 第5話（2019年8月7日、日本テレビ）
- FLY! BOYS, FLY! 僕たち、CAはじめました（2019年9月24日、関西テレビ・フジテレビ） - 元内菜摘 役[45]

### バラエティ
- お宝発掘!?キラキラダイヤ（2016年11月4日 - 2017年3月24日、Kawaiian TV）[46]
- 矢倉楓子と安田叶のkawaii land（2023年5月16日[28] - 、アイドル専門チャンネルPigoo）

### 映画
- NMB48 げいにん!THE MOVIE お笑い青春ガールズ!（2013年8月1日、よしもとクリエイティブ・エージェンシー）
- NMB48 げいにん!THE MOVIE リターンズ 卒業!お笑い青春ガールズ!!新たなる旅立ち（2014年7月25日、よしもとクリエイティブ・エージェンシー）
- ホラーの天使（2016年11月26日、KATSU-do）[注 2][48]
- 女々演（2018年3月24日、KATSU-do） - 藤崎蒼生 役[49][50]
- 心の詩〜扉の向こうに〜（2022年8月7日、F&T PRO） - 主演・町田未来 役
- ARAKAWA UNDER 9 -Episode1- （2023年11月26日）[51]

### 舞台
- Cutie Honey Emotional（2020年2月6日 - 9日、サンシャイン劇場） - アッシュハニー_eins 役[52]
- 剣が君 -残桜の舞-（2020年7月8日-12日、シアター1010） - マダラ 役[53]

### ラジオ
- NMB48のTEPPENラジオ（2016年7月6日 - 2018年4月3日、MBSラジオ）[54]

### インターネット配信
- マジすか学園5（2015年8月25日 - 10月27日、Hulu）[注 1] - クロバラ 役[41]
- AKBラブナイト 恋工場 第12話「青いフォトグラフ」（2016年5月26日、ビデオパス・テレ朝動画） - 主演・千尋 役[55]

## 書籍

### 写真集
- だいすき（2018年3月31日、ワニブックス、撮影：薮田修身）ISBN 978-4847081101
- ファッションフォトブック「fuice」（2022年4月17日、アイドルヴィレッジ）ISBN 978-4909837981[56]

### カレンダー
- 卓上 矢倉楓子 2014年カレンダー（2013年12月6日、ハゴロモ）
- クリアファイル付 卓上 矢倉楓子 2015年カレンダー（2014年12月13日、ハゴロモ）

### 新聞連載
- 読売新聞大阪本社発行版（読売新聞社）
  - NMB48のジャーナリスト魂 関西エンタメ学び隊（2012年10月26日 - ） - 月末金曜夕刊。
  - NMB48矢倉楓子のフーフーしてます！（[いつから?]） - 第四金曜夕刊。

### 関連書籍
- ミス浴衣ジェニック2nd写真集「ROMANTIC SLEEVES II」（2021年11月30日、プレミア・ミス浴衣ジェニック実行委員会）[57]